# مانان-گو
مانان-گو (به لاتین: Manan-gu) یک منطقهٔ مسکونی در کره جنوبی است که در آنیانگ، گیونگگی واقع شده‌است. مانان-گو ۳۶٫۵۵ کیلومتر مربع مساحت دارد.